# Hermann von Eichhorn

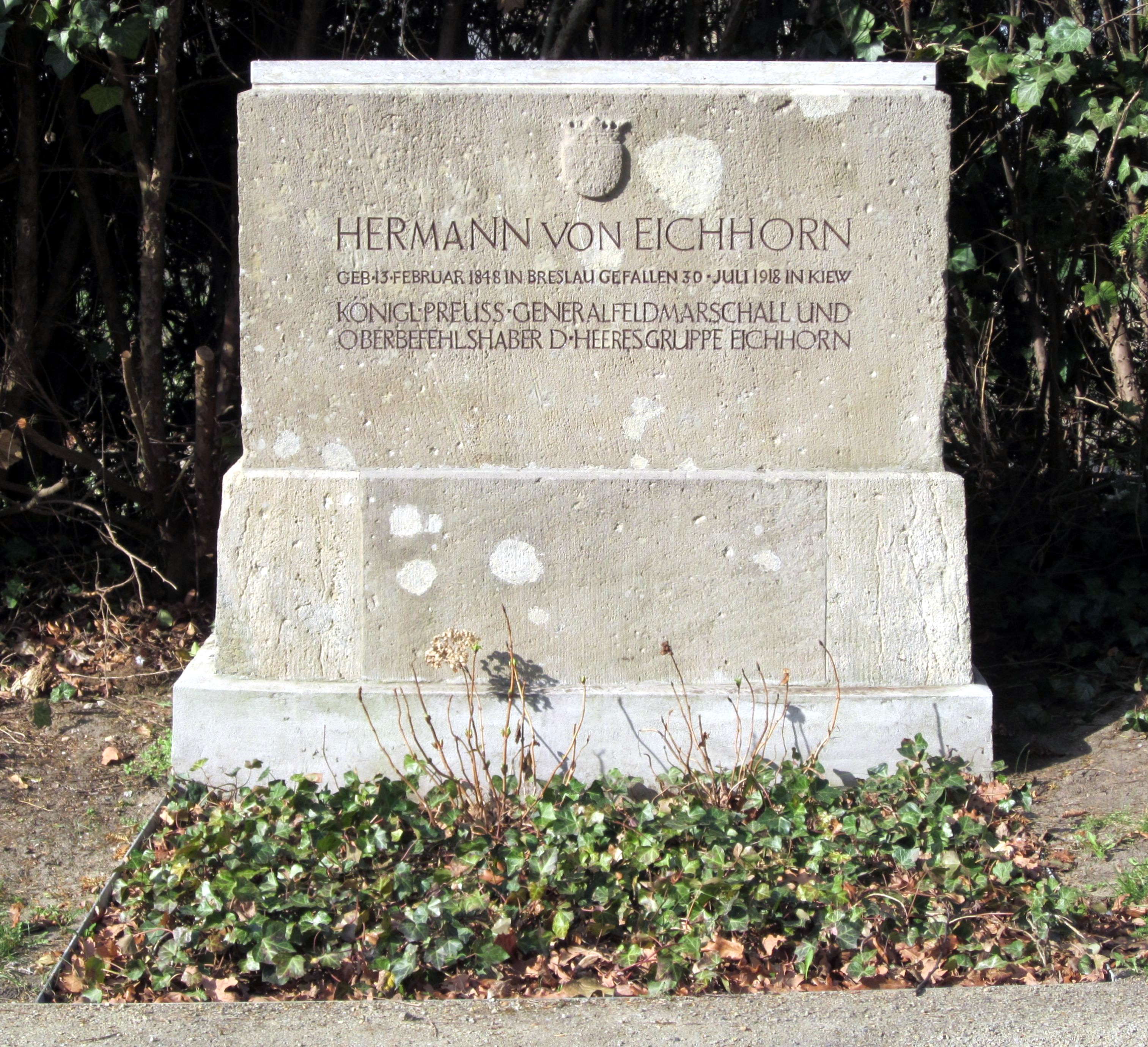
Mộ Hermann von Eichhorn (1918) ở nghĩa trang Invalidenfriedhof (Berlin).

Hermann Emil Gottfried von Eichhorn (13 tháng 2 năm 1848 – 30 tháng 7 năm 1918) là một sĩ quan Quân đội Phổ, về sau đã lên quân hàm Thống chế trong cuộc Chiến tranh thế giới thứ nhất. Ông là một tư lệnh của Mặt trận phía Đông. Ông đã được tặng thưởng Huân chương Quân công với Lá sồi.

## Tiểu sử
Eichhorn sinh ra tại Breslau ở tỉnh Schlesien vào ngày 13 tháng 2 năm 1848. Thông qua cha mình, ông nhận bằng quý tộc vào năm 1856, và gia nhập Quân đội Phổ vào năm 1866. Ông đã tham gia chiến đấu trong cuộc Chiến tranh Áo-Phổ năm 1866 và Chiến tranh Pháp-Đức (1870 – 1871), học tại Học viện Quân sự Phổ (Kriegsakademie), và gia nhập Bộ Tổng tham mưu vào năm 1883. Vào năm 1897, ông được phong hàm Thiếu tướng, và được bổ nhiệm làm tham mưu trưởng của Quân đoàn VI ở Breslau. Năm 1901, ông lên quân hàm Trung tướng, chỉ huy Sư đoàn số 9 từ năm 1901 cho đến năm 1904 và Quân đoàn XVIII từ năm 1904 cho đến năm 1912. Năm 1912, ông trở thành Cục trưởng Cục thanh tra Quân đội VII, tổng hành dinh của các Quân đoàn XVI, XVIII, và XXI. Ông lên quân hàm Thượng tướng năm 1913.
Khi Chiến tranh thế giới thứ nhất bùng nổ (1914), do ngã ngựa, Eichhorn bị thương nặng và không thể tham chiến, nhưng đã đóng một vai trò trong trận Soissons. Ông trở thành tướng tư lệnh của Tập đoàn quân số 10 vào ngày 21 tháng 1 năm 1915, và giữ chức vụ này cho tới ngày 5 tháng 3 năm 1918. Vào tháng 2 năm 1915, Tập đoàn quân số 10 đã tham gia trong trận đánh lớn tại hồ Masuren, đánh bọc sườn Tập đoàn quân số 10 của Nga và tiêu diệt hoàn toàn một quân đoàn Nga. Sau đó, quân của Eichhorn tiếp tục tiến về phía đông. Vào tháng 8, ông đánh chiếm Kovno và sau đó là các pháo đài Grodno và Olita, đồng thời tiếp tục tiến vào nước Nga. Ông được tặng thưởng Huân chương Quân công vào ngày 18 tháng 8 năm 1915 và lá sồi gắn vào huân chương này vào ngày 28 tháng 9 năm 1915. Vào ngày 30 tháng 7 năm 1916, khi vẫn còn chỉ huy Tập đoàn quân số 10, Eichhorn trở thành tư lệnh tối cao của Cụm tập đoàn quân Eichhorn (Heeresgruppe Eichhorn), gồm cả Tập đoàn quân số 8 và số 10 ở Courland và Litva, và giữ cương vị này cho đến ngày 31 tháng 3 năm 1918. Vào ngày 18 tháng 12 năm 1917, Eichhorn được phong cấp Thống chế. Sau khi Nga rút khỏi chiến tranh và Hòa ước Brest-Litovsk được ký kết, quân đội Đức chiếm đóng Ukraina và bán đảo Krym. Vào ngày 13 tháng 4, Thống chế von Eichhorn trở thành tư lệnh tối cao của Cụm Tập đoàn quân Kiev (Heeresgruppe Kiew) đồng thời là Thống đốc quân sự của Ukraina.
Được sự hỗ trợ tài tình của Trung tướng Wilhelm Groener, ông đã theo đuổi một chính sách chiếm đóng khắc nghiệt, nhưng không mấy thành công trong việc chiếm giữ nguồn tài nguyên của Ukraina để đáp ứng cho nỗ lực chiến tranh của Đức. Sự hiện diện của người Đức đã làm cho nhiều người Ukraina phẫn nộ. Eichhorn, "vị vua không vương miện của Ukraina", đã bị một nhà cách mạng xã hội chủ nghĩa cánh tả là Boris Mikhailovich Donskoy ám sát tại Kiev vào ngày 30 tháng 7. Ông được mai táng tại nghĩa trang Invaliden Friedhof ở Berlin.

## Tặng thưởng
- Huân chương Thập tự Sắt Hạng hai (1870)
- Huân chương Thập tự Sắt Hạng nhất
- Huân chương Quân công Phổ (18 tháng 8 năm 1915) với Lá sồi (28 tháng 9 năm 1915)
- Huân chương Vương miện
- Huân chương Thánh Stanislaus
- Huân chương Quân sự Thánh Heinrich
- Huân chương Đại bàng Đỏ

## Di sản
Để tưởng niệm ông, con đường chính tại Kiev, đường Khreshchatyk, đã mang tên ông trong thời kỳ chiếm đóng của Đức Quốc xã.